# Augustinus (pittore)

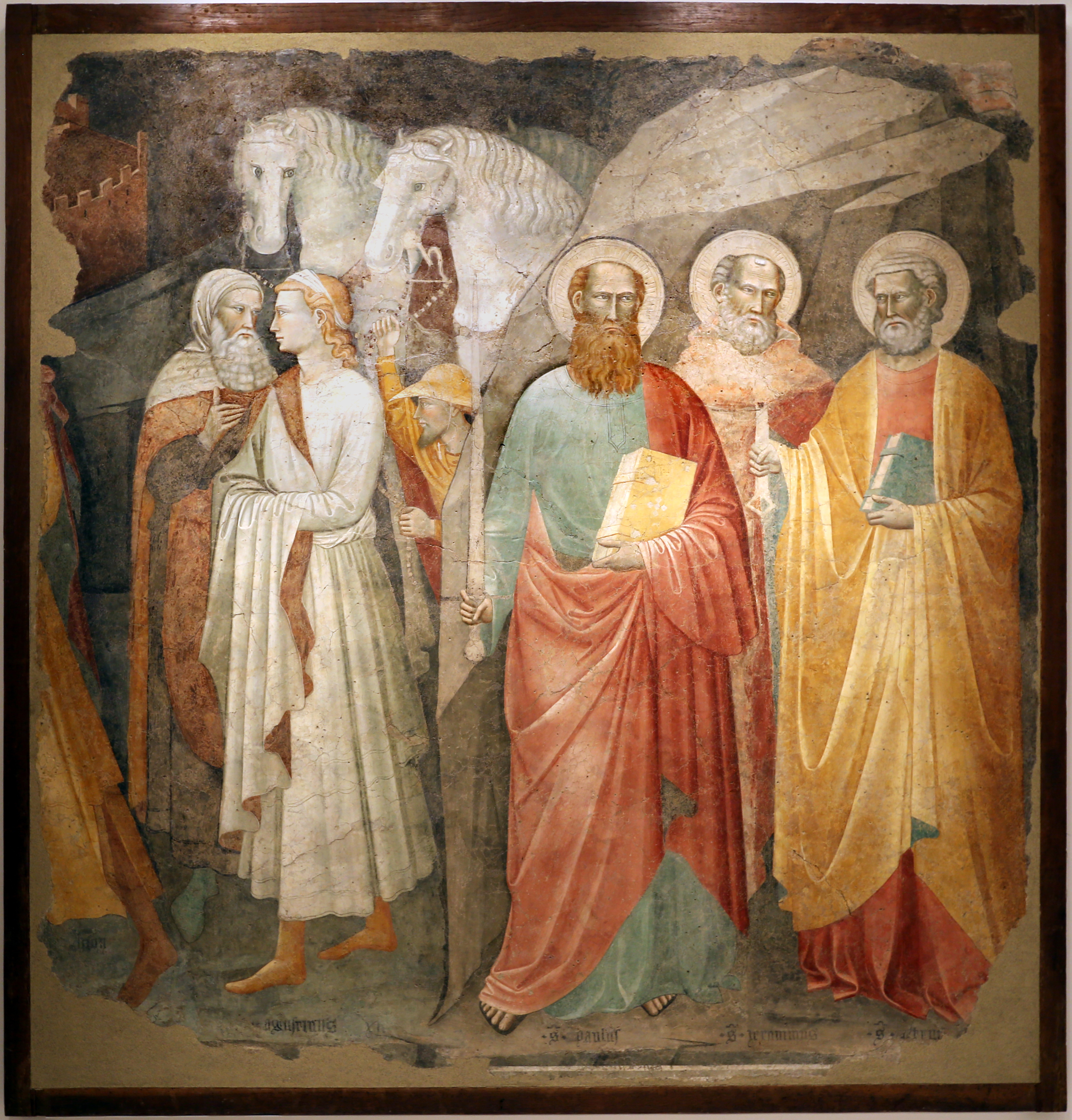
Corteo dei Magi

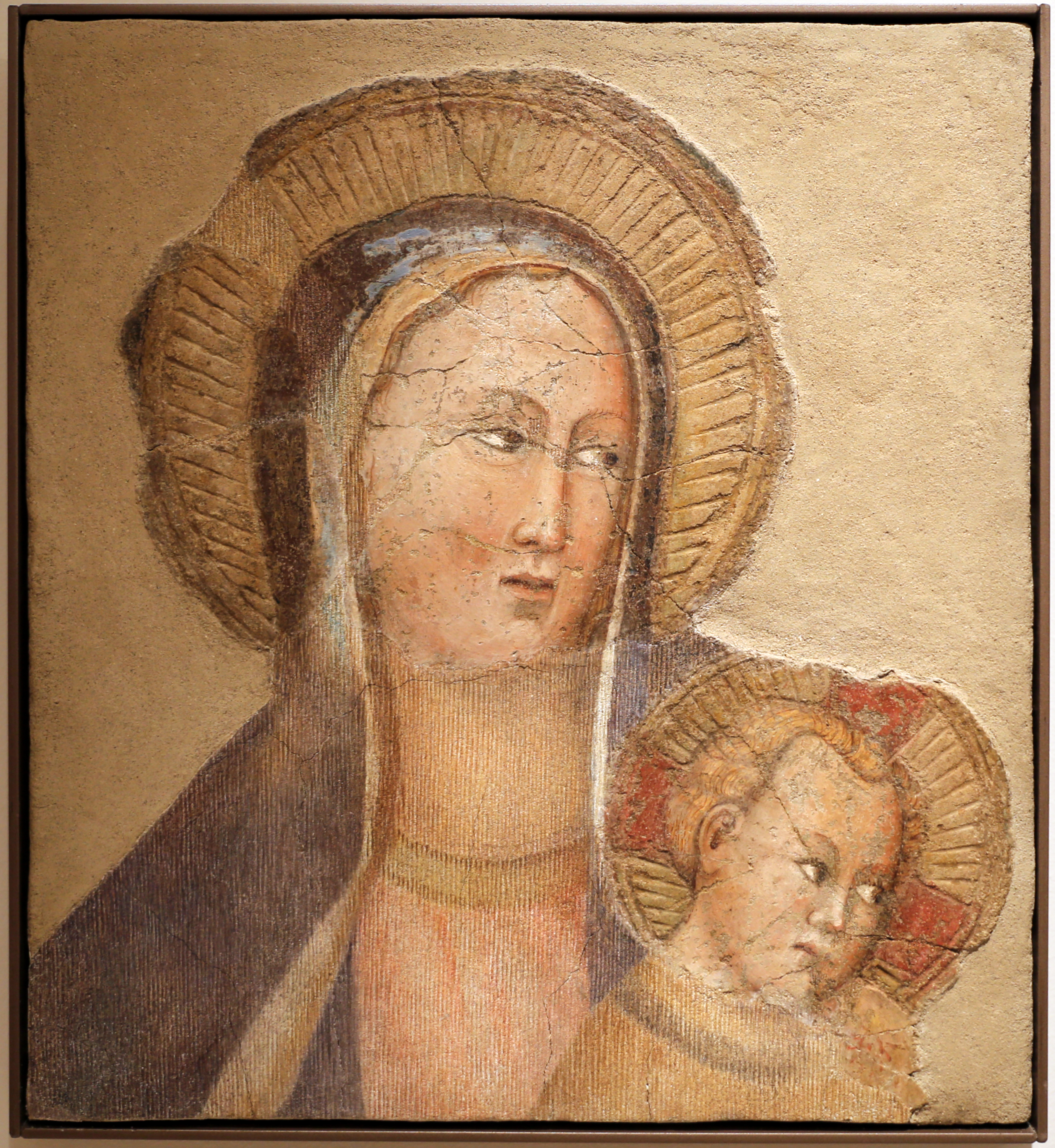
Madonna col Bambino

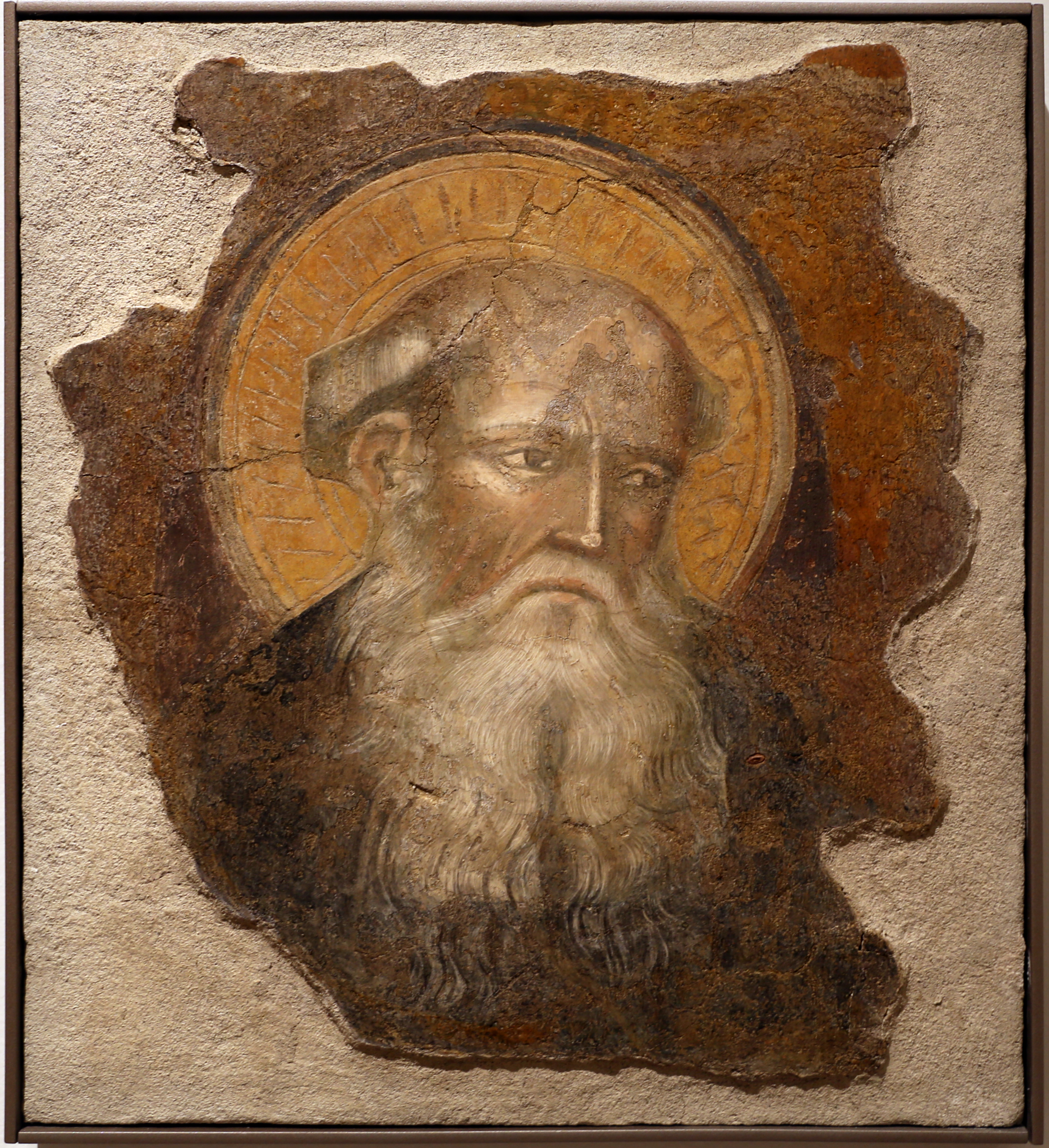
Testa di santo

Augustinus (fl. XIV secolo) è stato un pittore italiano, giottesco, attivo a Forlì nel tardo XIV secolo.

## Storia e stile
Il nome deriva dalla firma Augustinus pinxit su alcuni affreschi originariamente collocati nella chiesa di Santa Maria in Laterano in Schiavonia, a Forlì e attualmente nella Pinacoteca civica di Forlì. In particolare si legge su un frammentario Corteo dei Magi, a cui sono associati altri frammenti.
Secondo Giordano Viroli, si tratta di una pittura dal linguaggio "potente", un'opera di "nobile misura", con santi e Magi "taciti e gravi", rappresentati in una "vereconda festa di colori", con una "accorata chiarezza che distende in caste superfici i panneggi, i gesti gravi di questi personaggi che celebrano in riverberanti figurazioni la lietezza profonda e quieta di un evento di antica storia". 
La critica ha tentato di dare un nome più preciso ed una storia all'autore, ma finora non si è raggiunta nessuna certezza biografica. C'è, però, una diffusa concordia sul fatto che si tratti di "uno di quei giotteschi di fine secolo che, in reazione all'apparire dei modi cortesi e naturalistici del gotico internazionale, tentano di dar nuova vita ai volumi e alla spazialità di Giotto". Peraltro, la stessa difficoltà di attribuzione ad una delle aree limitrofe di pittura dimostra l'incipiente formazione di un distinto ambito artistico forlivese.

## Opere
Al pittore Augustinus sono attualmente attribuite le seguenti opere, che, in quanto affreschi staccati, potrebbero anche costituire lacerti di un unico grande lavoro:
- Corteo dei re Magi e San Pietro, San Paolo, San Girolamo[3]
- Testa di Santo (frammento)
- Madonna col Bambino (frammento).